# A351高速公路
A351高速公路是法国的一条高速公路，始于斯特拉斯堡，终于Wolfisheim，与A35高速相连。A351东西走向，位于阿尔萨斯地区，与1004国道相连。目前由一种方案计划将高速连接至巴黎圣母院斯特拉斯堡大教堂，经过A355。